# Бернгард Бріттінґ
Бернгард Бріттінґ (нім. Bernhard Britting, 22 жовтня 1940) — німецький академічний веслувальник.
Олімпійський чемпіон 1964 року в складі розпашної четвірки зі стерновим.
Чемпіон світу 1962 року в складі розпашної четвірки зі стерновим.
Чемпіон Європи 1963 року в складі розпашної четвірки зі стерновим, срібний призер 1961 (вісімки), 1964 (розпашні четвірки зі стерновим) років.